# Grabówka (Mikołajki)
Grabówka (deutsch Grabowken, 1929 bis 1945 Buchenhagen) ist ein Dorf in der polnischen Woiwodschaft Ermland-Masuren. Es gehört zur Stadt- und Landgemeinde Mikołajki (deutsch Nikolaiken) im Powiat Mrągowski (Kreis Sensburg).

## Geographische Lage
Grabówka liegt in der östlichen Mitte der Woiwodschaft Ermland-Masuren, 28 Kilometer östlich der Kreisstadt Mrągowo (deutsch Sensburg).

## Geschichte
Das bis 1929 Grabowken genannte Dorf wurde 1874 in den neu errichteten Amtsbezirk Lucknainen (polnisch Łuknajno) eingegliedert, der – 1932 in „Amtsbezirk Olschewen“ und 1938 in „Amtsbezirk Erlenau“ umbenannt – bis 1945 zum Kreis Sensburg im Regierungsbezirk Gumbinnen (ab 1905: Regierungsbezirk Allenstein) in der preußischen Provinz Ostpreußen gehörte. 
Aufgrund der Bestimmungen des Versailler Vertrags stimmte die Bevölkerung im Abstimmungsgebiet Allenstein, zu dem Grabowken gehörte, am 11. Juli 1920 über die weitere staatliche Zugehörigkeit zu Ostpreußen (und damit zu Deutschland) oder den Anschluss an Polen ab. In Grabowken stimmten 240 Einwohner für den Verbleib bei Ostpreußen, auf Polen entfielen keine Stimmen.
Am 26. August 1929 wurde der Ortsname Grabowken in „Buchenhagen“ geändert.
In Kriegsfolge kam das Dorf 1945 mit dem gesamten südlichen Ostpreußen zu Polen und erhielt die polnische Namensform „Grabówka“. Heute ist das Dorf Sitz eines Schulzenamtes (polnisch Sołectwo) und als solches eine Ortschaft im Verbund der Stadt- und Landgemeinde Mikołajki (Nikolaiken) im Powiat Mrągowski (Kreis Sensburg), bis 1998 der Woiwodschaft Suwałki, seither der Woiwodschaft Ermland-Masuren zugehörig.

### Einwohnerzahlen
| Jahr | Anzahl |
| ---- | ------ |
| 1818 | 198    |
| 1839 | 238    |
| 1867 | 342    |
| 1885 | 333    |
| 1898 | 366    |
| 1905 | 267    |
| 1910 | 271    |
| 1933 | 250    |
| 1939 | 249    |
| 2011 | 311    |

## Kirche
Bis 1945 war Grabowken resp. Buchenhagen in die evangelische Kirche Schimonken in der Kirchenprovinz Ostpreußen der Kirche der Altpreußischen Union sowie in die katholische Kirche St. Adalbert in Sensburg im Bistum Ermland eingepfarrt. Heute gehört Grabówka zur evangelischen Pfarrei Mikołajki in der Diözese Masuren der Evangelisch-Augsburgischen Kirche in Polen bzw. zur katholischen Pfarrei Woźnice im Bistum Ełk in der polnischen katholischen Kirche.

## Verkehr
Grabówka liegt südlich der verkehrstechnisch bedeutenden polnischen Landesstraße 16 (frühere deutsche Reichsstraße 127) und ist über Olszewo (Olschewen, 1938 bis 1945 Erlenau) auf einer Nebenstraße zu erreichen. Eine Bahnanbindung besteht nicht.